# Onesnaženje
Onesnaženje, onesnaževanje ali kontaminacija je prisotnost nezaželene snovi ali delcev v drugi snovi. Največkrat govorimo o treh vrstah kontaminacije: biološki, kemijski in radioaktivni. Proces, s katerim nastaja onesnaženje, se imenuje onesnaževanje ali s tujko kontaminiranje. Onesnaženje nastopa v obliki kemičnih snovi ali energije (svetloba, hrup, toplota). Onesnažila so lahko tujki v okolju, lahko pa so stalno prisotni. O onesnaženju pa govorimo, ko njihova količina naraste nad določeno mejo. Onesnaževanje je lahko definirano kot točkovni ali pa razpršeni vir onesnaževanja. Blacksmith institute vsako leto izda seznam najbolj onesnaženih svetovnih mest. Na seznamu za leto 2007 se nahajajo Azerbajdžan, Kitajska,Indija, Peru, Rusija, Ukrajina in Zambija.

### Starodavne kulture
Onesnaženost zraka je bila vedno z nami. Viri onesnaževanja so različni. Revija Science je izdala leta 1983 članek, v katerem trdi, da na stropu prazgodovinskih jam obstaja zadosten dokaz za visoke ravni onesnaženja, ki so bile povezane z neustreznim prezračevanjem ob odprtem ognju. Zdi se, da je bilo tudi pridobivanje Kitajske civilizacije.

### Zgodni zaznamki onesnaženja
Prvi podatki o onesnaženju so bili zapisani že med 9. in 13. stoletjem, in sicer s strani učenjakov perzijske kulture. Dotaknili so se problema onesnaženja zraka, vode, tal ter tudi odlaganja odpadkov.
Kralj Edvard I je prepovedal sežiganje premoga na morju potem, ko je v Angliji dim postal resen problem. V času industrijske revolucije je onesnaženje zraka predstavljalo vedno večji problem. V Londonu se je pojavil poleg tega tudi problem kakovosti pitne vode, kar je pripeljalo do izgradnje mestne kanalizacije.

### Industrijska revolucija
Onesnaževanje kot ga poznamo danes, se je rodilo z industrijsko evolucijo. S prodorom velikih tovarn ter uporabo fosilnih goriv je bila zelo hitro poslabšana kvaliteta tako vode, zraka ter zemlje. Že leta 1881 sta prvi dve Ameriški mesti, Chicago in Cincinnati uvedli zakonodajo ki je bila za takratne čase prijazna za okolje. V začetku 20 stoletje je bil ustanovljen tudi Urad za preprečevanje onesnaževanja kot del Notranjega ministrstva. Občasno so se zaradi ekstremnega onesnaženja kriteriji Urada tudi prilagodili razmeram.

### Moderna zavest
Onesnaževanje je postalo aktualno vprašanje po drugi svetovni vojni, predvsem zaradi produktov vojaških testiranj nuklearnega orožja, in sicer v obliki radioaktivnih padavin. Kmalu zatem se je zgodil še en dogodek, in sicer v Londonu leta 1952, "The Great Smog", pojav zaradi katerega je umrlo najmanj 4000 ljudi. To je izzvalo nastanek nekaj prvih večjih sodobnih okoljskih zakonodaj po letu 1956.
Onesnaževanje je bilo deležno vedno večje javne pozornosti tudi v ZDA med leti 1950 ter do začetka 1970-ih, ko je kongres sprejel zakon o nadzoru hrupa, zakon o kakovosti zraka, zakon o čistih vodah in zakon o nacionalni okoljski politiki. Primeri lokalnih onesnaženj, kot so npr. odpad PCB v reki Hudson, ki je onesnažila živelj v reki do te mere, da je bil prepovedan za uživanje (ribe..), dolgotrajna onesnaženja z dioxin v Love Canalu, Chromium-6 odpadki v Kaliforniji so botrovali uvedbi novega, zelo strogega zakona v letu 1980.
Poleg teh onesnaženj so bili odmevni tudi podatki o jedrskih odpadkih, vendar predvsem v Rusiji, na lokaciji Lake Karachay, ki je bil imenovan celo kot najbolj onesnažen kraj na svetu.
Jedrska orožja so bila preizkušana v obdobju hladne vojne, včasih tudi blizu naseljenih območij. Čeprav je jedrska tehnika domena visoke tehnologije, je vseeno dovzetna tudi za napake, kar se vidi na primerih nekaj večjih nesreč. Otok treh milj in Černobil sta taka primera, iz katerih je razvidno, kaj lahko radioaktivno onesnaženje povzroči življenju.
Mednarodne katastrofe kot npr. Amoco Cadiz tankerja na obalah Anglije leta 1978 in pa katastrofa v Bhopalu leta 1984 so prikazale predvsem dejstvo, da je cena preprečevanja bistveno nižja od tiste, ki jo potrebno plačati ob katastrofi. Prav tako je bilo jasno, da onesnaženje ne pozna ne nacionalnih ne političnih meja med državami. Vse večje splošno onesnaženje je tudi spodbudilo ljudi k ustanavljanju neprofitnih nevladnih organizacij, katerih cilj je preprečevanje onesnaženja.

## Oblike onesnaženja
Oblike onesnaženja so:
- Onesnaženje zraka, sprostitev kemičnih substanc ali delcev v ozračje. Med njimi so prašni delci, ogljikov monoksid, žveplov dioksid, klorofluoroogljiki (CFCs) in dušikov oksid, kreirani s strani industrije ter predvsem motornih vozil. Fotokemične spojine in smog nastajajo pri zgorevanju ogljikovodikov. Število delcev se karakterizira kot velikost ali pa kot število na volumen.
- Onesnaženje voda
- Svetlobno onesnaževanje, nočno onesnaženje neba, presvetlenje ter.
- Onesnaženje s kosovnimi odpadki
- Zvočno onesnaženje, kamor sodi cestni, letalski ter industrijski hrup.
- Onesnaženje zemlje je povzročeno takrat, ko kemikalije prodrejo na površino ali v globino zemlje. Med najbolj znanimi onesnaževalci zemlje so ogljikovodiki, težke kovine, MTBE,[7] herbicidi, pesticidi ter klorove spojine.
- Radioaktivno onesnaženje, ki je rezultat aktivnosti v 20. stoletju s strani atomske fizike, kot npr. raziskave jedrskega orožja, medicine ter pridobivanja energije.
- Toplotno onesnaženje, ki se kaže kot vpliv človeka na naravno temperaturo (npr. dvig temperature reke Save pri Krškem za okrog 1,2 stopinje Celzija).
- Vidno onesnaženje, označi vpliv človeka na naravo ter njeno degradiranje, npr. daljnovodi, jezovi, avtoceste, železnice, letala, rudniki ter smetišča.

### Okoljsko zdravstvene informacije
Toksikološki ter Okoljski Zdravstveni Informacijski program (TEHIP) at the United States National Library of Medicine (NLM) vzdržuje zahtevno toksikološke te okoljske informacije, katere so dostopne javnosti. Mape se nanašajo na Združene Države Amerike. Podobno funkcijo v Evropi opravlja Komisija EU za zdravstvo  ter Komisija EU za okolje . Tako Ameriška kot tudi evropska organizacija ima na svoji internetni strani objavljene mape s podatki o onesnaženosti .

## Regulative ter nadzor
Regulative ter nadzor so v pristojnosti nacionalnih vodstev oziroma njihovih agencij (npr Agencija za okolje).

## Kontrola onesnaževanja
Kontrola onesnaževanja je nadzor nad vrsto ter količino vnesenih onesnaževalcev v okolje. Brez tega nadzora bi preveč degradirali naravno okolje te s tem povzročili nepopravljivo škodo.

### Praksa kontrole onesnaževanja
- Recikliranje
- Tehnični elementi za nadzor onesnaževanja s prašnimi delci

#### Kemijsko onesnaženje
Kemijsko onesnaževanje nastaja pri sodobnem načinu kmetovanja, pri izpustih industrijskih odpadkov v okolje, pri vseh oblikah prometa, na odlagališčih odpadkov in v potrošništvu z razno strupeno embalažo ter grafiko.

#### Radioaktivno onesnaženje
Radioaktivna kontaminacija je na srečo sorazmerno redek pojav, pomeni pa onesnaženje z radioaktivnimi delci. Najbolj znano radioaktivno onesnaženje je bila černobilska nesreča, ko je ob eksploziji dela jedrske elektrarne v ozračje ušlo več ton radioaktivnega prahu.

## Oblike onesnaženja
Poleg zgoraj omenjenih oblik onesnaženja velja omeniti tudi zvočno onesnaževanje; med drugim ga povzročajo cestna vozila, letala in industrija, ter onesnaženost s svetlobo, ki je prisotna predvsem v večjih mestih, nastane pa zaradi luči: obcestnih svetilk, svetlobnih napisov in drugih virov svetlobe.

## Pomembni onesnaževalci okolja
- antibiotiki in drugi ostanki zdravilnih sredstev,
- amonijak,
- azbest,
- nitrati, fosfati, razna gnojila, uporabljana v kmetijstvu,
- mineralna olja,
- pesticidi, fungicidi, herbicidi in druga sredstva, uporabljana v kmetijstvu ter vrtnarstvu,
- radioaktivne snovi in materiali,
- svinec in kadmij,
- težke kovine - razne ...

## Onesnaženje z industrijskimi odpadki
Po drugi svetovni vojni se je v industrijskih deželah pričel skokovit razvoj sintetske organske kemije in uporaba desettisočev novih umetnih spojin ali kemikalij, ki jih prej v naravi nikoli ni bilo, njihov učinek na človeka in okolje nikomur ni bil znan. Med temi spojinami in izdelki so bili tudi najhujši strupi, kamor spadajo tudi klorirani ciklični ogljikovodiki, pesticidi, dioksini, klorfenili, PCB, PCN, PCT in mnoge druge neklorirane spojine, težke kovine, razne radioaktivne snovi ter razne trdne, tekoče ter plinaste snovi. Pogosto se prav te snovi uporabljajo pri proizvodnji elektronskih komponent in računalnikov. Glavne skupine nevarnih industrijskih odpadkov so; gošče iz čistilnih naprav, odpadki iz lakirnic, odpadki sintetskih hladilnih sredstev, mineralnih olj, galvanskih gošč, gudrona, odpadki kloriranih in nekloriranih topil, detergentov, odpadki usnjarske industrije, odpadki iz bolnišnic in živalskih farm. Leta 1962 je slovenska industrija elektronike in elektrotehnike Iskra uvedla v redno proizvodnjo kondenzatorjev, z desetletno zamudo za svetovnimi proizvajalci, uporabo impregnacijskega sredstva PCB, z namenom izkoristiti odlične izolacijske lastnosti in nerazgradljivost tega sredstva. Sredstvo so pričeli proizvajati že leta 1929 v Belgiji vendar so prikrivali kupcem njegovo uničujoče delovanje na žive organizme in okolje. Proizvodnja je tekla nemoteno do leta 1983 obenem pa tudi transport PCB-ja v okolje z odvozom odpadkov na smetišča, v odplake ter z izhlapevanjem v zrak. Prve analize vode na onesnaženje s PCB so opravili v Sloveniji z vodo Krupe leta 1977. Do leta 1983 so bile vse analize negativne, potem pa je izbruhnilo, Krupa je bila zastrupljena. Šele takrat se je pokazalo da je Slovenija popolnoma nepripravljena na odstranjevanje industrijskih odpadkov, saj tega področja ni pokrivala nobena veja znanosti kot so kemija, fizika, medicina, zakonodaja, najslabše pa se je odrezalo zdravstveno varstvo. Medicina dela npr. sploh ni bila usposobljena za ciljne preiskave na zastrupitev s PCB. Prvi zakon za odlaganje odpadkov smo v Sloveniji dobili šele leta 1978 in še to v zelo okrnjeni obliki.
Vir;Glasilo SOZD Iskra - Posebna izdaja 20. Novembra 1985 ob Problemski konferenci s področja varstva okolja v SOZD ISKRA/Povzetek člankaZnanost in okolje mag. Svetozarja Poliča na strani 17/

### Prva konferenca o problematiki industrijskih odpadkov v Sloveniji
Industrija SOZD Iskra se je leta 1985 prva v Sloveniji soočila z velikimi problemi industrijskih odpadkov in njihovimi vplivi na varstvo okolja ter ekologijo.
Iskra je bila zadolžena za policentrični razvoj Slovenije in je imela svoje tovarne locirane v različnih regijah v Sloveniji. Policentričnost je povzročala težave na področju logistike, energetike, komunikacij, vodooskrbe, kadrovanja, kontrole kakovosti, odstranjevanja nevarnih industrijskih odpadkov in gospodarnosti. Zaradi cele vrste težav je sklicala v novembru 1985 problemsko konferenco v Ljubljani. Na konferenci so sodelovali številni predstavniki pomembnih republiških institucij, predstavniki industrije SOZD Iskra, DO Iskra Elementi, DO Iskra Kondenzatorji, DO Iskra Mikroelektronika, DO Iskra Telematika, Zavoda Republike Slovenije za varstvo pri delu, Inštituta Jožef Štefan, Univerzitetnega zavoda za zdravstveno in socialno varstvo Ljubljana, Hidrometeorološkega zavoda Ljubljana, Sanitarnega inšpektorata Republike, Republiškega komiteja za varstvo okolja pred nesrečami in nevarnimi snovmi. Bilo je predstavljenih veliko primerov iz vsakdanje prakse in podatkov iz anket, opravljenih v različnih tovarnah v Iskri. Veliko zaključkov te konference se je kasneje tudi realiziralo v praksi.
Vir; Glasilo SOZD Iskra 7. December 1985/ številka 42/

## V vojaškem žargonu
V vojaškem žargonu gre za namerno, z bojnimi strupi povzročeno biološko, kemijsko ali radioaktivno (RBK) onesnaženje zemeljske površine, rastlin in živali, ljudi in strojev (vojaške mehanizacije), stavb (tako znotraj kot zunaj). Posebne dekontaminacijske enote skrbijo za čiščenje (dekontaminacijo).